# Repêchage amateur de la LNH 1963
Vous lisez un « bon article » labellisé en 2011.
1964
Le repêchage amateur 1963 est le premier repêchage de la Ligue nationale de hockey, ligue professionnelle de hockey sur glace d'Amérique du Nord. Ce repêchage a lieu le 5 juin 1963 dans l'hôtel Reine Élizabeth à Montréal dans la province de Québec au Canada. Vingt-et-un joueurs sont choisis par les six équipes que compte la LNH et parmi tous ces joueurs, tous possèdent au moins la nationalité canadienne et aucun gardien de but n'est sélectionné.
Seuls cinq des joueurs sélectionnés connaîtront une carrière dans la LNH – Garry Monahan, Peter Mahovlich, Walt McKechnie, Jim McKenny et Gerry Meehan – le plus connu étant Mahovlich qui remportera quatre Coupes Stanley avec les Canadiens de Montréal.

## Contexte
Au cours de la saison 1962-1963, Clarence Campbell, alors président de la LNH, décide qu'il convient de revoir l'organisation du recrutement des joueurs juniors. En effet, il est alors d'usage pour les équipes de la LNH d'entretenir des équipes de hockey dans les circuits juniors et de récupérer les meilleurs éléments. Cette pratique ne permet pas à toutes les équipes de la LNH d'avoir les mêmes chances de recruter de jeunes joueurs talentueux.
Il est décidé qu'au cours de l'été 1963, un repêchage sera organisé et que chacune des six équipes pourra choisir au maximum quatre joueurs à tour de rôle – sans pour autant être forcée de choisir quatre joueurs. Il s'inspire alors de ce qui existe déjà dans d'autres sports majeurs d'Amérique du Nord. En effet, depuis 1947, l'association majeure de basket-ball d'Amérique du Nord, la Basketball Association of America, association précédant la National Basketball Association, réalise des drafts. Il en va de même avec la National Football League, ligue de football américain, qui organise depuis 1936 son recrutement au moyen des repêchages. La Ligue majeure de baseball ne mettra en place son propre système de draft que deux ans plus tard, en 1965.

### L'ordre de sélection
Chaque saison, l'ordre de sélection des équipes avancera d'un rang : la troisième équipe de 1963 choisira en deuxième en 1964, la deuxième choisira en premier et ainsi de suite. Comme les Bruins de Boston ont fini derniers de la saison 1961-1962, ils peuvent déterminer l'ordre du repêchage ; ils décident d'être la troisième équipe à choisir en 1963 pour profiter de cette règle lors des repêchages suivants. L'ordre de sélection pour le repêchage de 1963 est le suivant : Canadiens de Montréal, Red Wings de Détroit, Bruins de Boston, Rangers de New York, Black Hawks de Chicago et enfin Maple Leafs de Toronto. L'ordre de sélection tournant ne sera abandonné qu'avant le repêchage 1967. Il est alors décidé de prendre l'ordre inverse du classement pour établir l'ordre de sélection.

### La spécificité de Montréal
En raison de la différence culturelle existante des Canadiens de Montréal avec les autres équipes ainsi que leur longue tradition de club de Canadiens français, il est décidé de donner une certaine priorité à l'équipe de Montréal pour choisir des joueurs canadiens-français. Ainsi, l'équipe a le droit de choisir – mais sans obligation – avant les autres équipes pour repêcher jusqu'à deux joueurs canadiens-français à la place de leur premier choix. Les Canadiens ne profiteront de la règle que lors des repêchages de 1968 et 1969 avant qu'elle ne soit modifiée. En 1969, il est en effet décidé que, pour que les Canadiens puissent dans le futur utiliser leur choix prioritaire, il faudrait auparavant que toutes les autres franchises soient d'accord ; le cas ne s'est plus jamais représenté.

### Joueurs admissibles au repêchage
Les joueurs admissibles au repêchage sont ceux qui passeront la barre des 17 ans entre le 1er août 1963 et le 31 juillet 1964. En revanche, les joueurs resteront jouer avec leur équipe junior jusqu'à leurs 18 ans et, seulement à ce moment, un contrat pourra être signé entre le joueur et la franchise de la LNH. Pour chaque joueur repêché et avec qui un contrat est signé, la franchise de la LNH doit donner 20 000 dollars de compensation à l'équipe junior d'où le joueur vient. Une autre condition pour qu'un junior puisse participer au repêchage est qu'il ne fasse pas encore partie d'une liste de parrainage par une équipe de la LNH. Cette condition qui semble anodine est en réalité importante puisque les meilleurs joueurs juniors sont quasiment tous déjà parrainés et donc il y a très peu de chance qu'un joueur junior de talent soit disponible au repêchage. Cette notion de parrainage disparaîtra en 1969.

## Le repêchage 1963

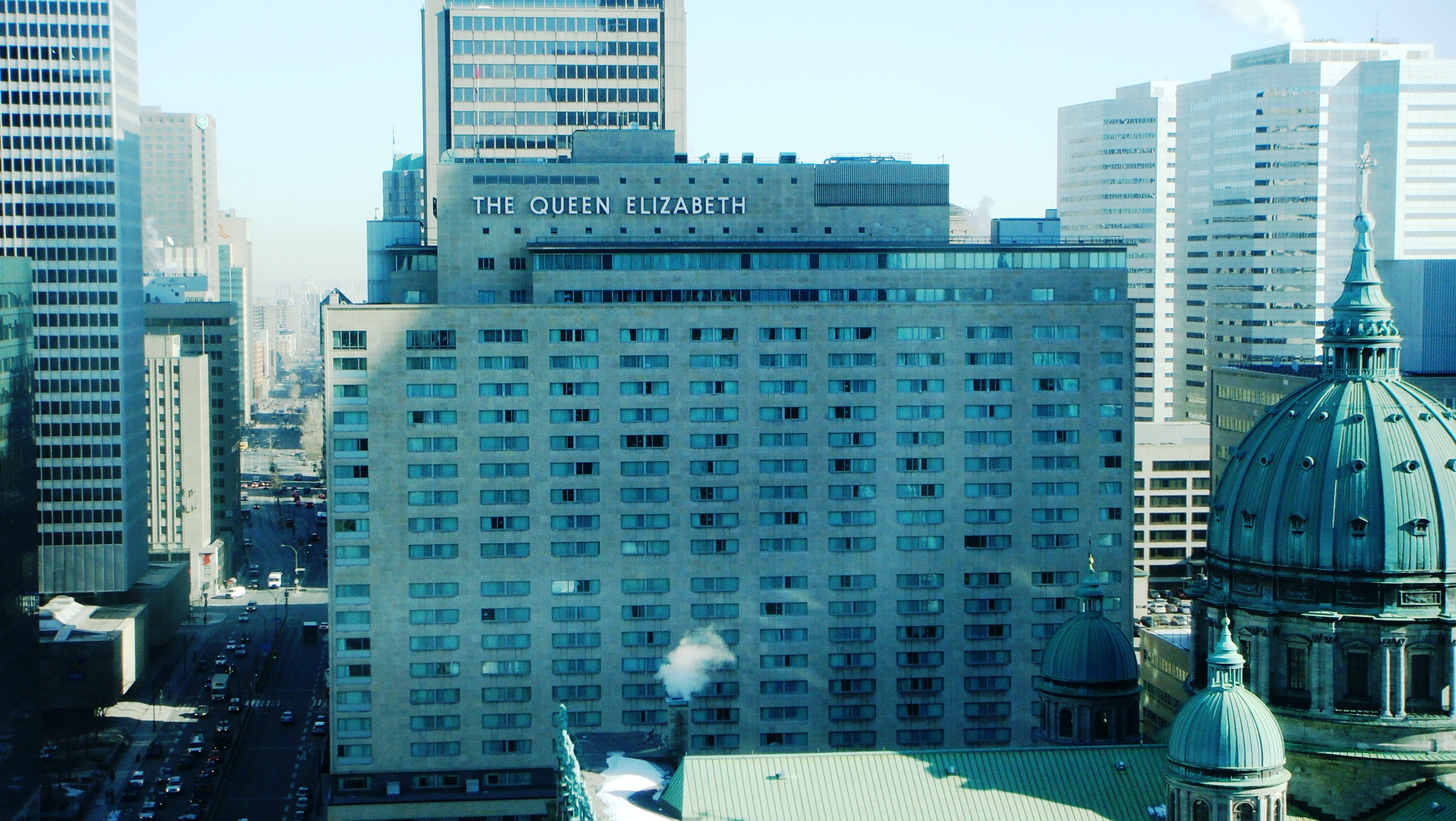
Le repêchage a lieu à hôtel Reine Élizabeth de Montréal.

Le repêchage a finalement lieu le 5 juin 1963 dans l'hôtel Reine Élizabeth à Montréal, deuxième plus grand hôtel du Canada. Les Canadiens décident de ne pas profiter de leur avantage pour sélectionner des joueurs canadiens français et choisissent Garry Monahan de l'Ontario en tant que premier choix du repêchage. Monahan est alors âgé de 16 ans et sept mois et il est le plus jeune joueur repêché par une équipe de la LNH, l'âge minimal étant élevé à 18 ans en 1965. Il ne disputera que quatorze matchs avec les Canadiens, mais jouera tout de même douze saisons dans la LNH.
Parmi tous les joueurs repêchés, cinq ont finalement joué dans la grande ligue et un seul a gagné la Coupe Stanley – Peter Mahovlich – mais aucun n'a été admis au Temple de la renommée du hockey. Les Red Wings et les Black Hawks décident de ne pas profiter de tous leurs choix de repêchage et ne sélectionnent, respectivement, que deux et trois joueurs. Après le repêchage, la LNH décide de modifier le repêchage suivant aux joueurs qui fêteront leur dix-septième anniversaire entre le 1er août 1964 et le 1er juillet 1965.
Pour ce premier repêchage, la sélection ne s'est faite que dans trois ligues mineures : la Ligue de Hockey de l'Ontario (LHO), la Ligue de Hockey Junior de l'Ontario (LHJO) et la Ligue de Hockey Junior du Manitoba (LHJM). La répartition des 21 joueurs sélectionnés est la suivante : 8 en provenance de la LHO 8 (dont 7 attaquants et 1 défenseur), 11 en provenance de la LHJO (dont 5 attaquants, 5 défenseurs et un joueur polyvalent) et 2 en provenance de la LHJM (dont un attaquant et un défenseur). En plus du peu de places disponibles dans les effectifs des 6 équipes de la LNH, ces joueurs étaient désavantagés au niveau des compétences de patinage, ayant l'habitude de jouer sur des patinoires de plus petites tailles. Cela explique en partie pourquoi seulement 5 joueurs ont réussi à intégrer la LNH.

### Premier tour
Après Monahan, Peter Mahovlich est sélectionné par les Red Wings de Détroit en tant que deuxième choix du repêchage ; frère cadet de Frank Mahovlich, il connaîtra par la suite une carrière de seize saisons dans la LNH, que ce soit avec les Red Wings ou avec les Canadiens de Montréal, mais également avec les Penguins de Pittsburgh. Il met fin à sa carrière en 1986 après avoir remporté quatre Coupes Stanley avec les Canadiens en 1972, 1973, 1976 et 1977,.
Le troisième joueur sélectionné au repêchage est Orest Romashyna, originaire de New Hamburg en Ontario. Natif de Rheine en Allemagne, il arrive au Canada à l'âge de 3 ans avec sa mère. Le jour du repêchage, Romashyna est âgé de 17 ans et il est encore citoyen de l'Allemagne de l'Ouest, ce qui en fait le premier joueur d'Europe à participer à un repêchage de la LNH. Après avoir été sélectionné par les Bruins de Boston, Romashyna joue quelque temps avec les Flyers de Niagara Falls dans l'Association de hockey de l'Ontario, mais retourne par la suite dans la région de New Hamburg pour finir ses études à l'Université de Waterloo,.
Parmi les autres joueurs repêchés au premier tour Al Osborne, Art Hampson et Walt McKechnie, seul ce dernier connaîtra une carrière professionnelle. Osborne, quant à lui, rejoint le circuit junior de l'Association de hockey de l'Ontario puis joue trois matchs en 1968-1969 dans la Ligue américaine de hockey avec les Bisons de Buffalo. Ne parvenant pas à se faire une place dans l'équipe, il rejoint ensuite les rangs seniors de l'AHO. Hampson joue huit matchs de la saison 1964-1965 avec les Generals d'Oshawa. Walt McKechnie dispute 955 rencontres au cours de sa carrière dans la LNH, mettant fin à sa carrière en 1984. Il joue dans la LNH pour différentes équipes de la LNH : Maple Leafs de Toronto, North Stars du Minnesota, Golden Seals de la Californie, Bruins de Boston, Red Wings de Détroit, Capitals de Washington et également avec les Rockies du Colorado.
| Rang | Équipe LNH             | Nationalité      | Joueur          | Repêché de                       |
| ---- | ---------------------- | ---------------- | --------------- | -------------------------------- |
| 1    | Canadiens de Montréal  | Canada           | Garry Monahan   | Équipe juvénile de St. Michael's |
| 2    | Red Wings de Détroit   | Canada           | Peter Mahovlich | Équipe juvénile de St. Michael's |
| 3    | Bruins de Boston       | Allemagne Canada | Orest Romashyna | Équipe junior de New Hamburg     |
| 4    | Rangers de New York    | Canada           | Al Osborne      | Équipe junior de Weston          |
| 5    | Black Hawks de Chicago | Canada           | Art Hampson     | Équipe midget de Trenton         |
| 6    | Maple Leafs de Toronto | Canada           | Walt McKechnie  | Équipe junior de London          |

### Deuxième tour
Le deuxième tour se déroule selon le même ordre que le premier tour est parmi tous les joueurs choisis, seul Neil Clairmont, douzième choix sélectionné par Toronto, connaît par la suite une carrière professionnelle ; il joue en effet dans l'Eastern Hockey League pendant quatre saisons puis dans la LAH pour deux nouvelles saisons avant de finir dans la North American Hockey League pour trois saisons avec les Dusters de Broome County entre 1974 et 1977.
| Rang | Équipe LNH             | Nationalité | Joueur           | Repêché de                   |
| ---- | ---------------------- | ----------- | ---------------- | ---------------------------- |
| 7    | Canadiens de Montréal  | Canada      | Rodney Presswood | Équipe midget de Georgetown  |
| 8    | Red Wings de Détroit   | Canada      | Bill Cosburn     | Bick's Pickles               |
| 9    | Bruins de Boston       | Canada      | Terrance Lane    | Équipe midget de Georgetown  |
| 10   | Rangers de New York    | Canada      | Terry Jones      | Équipe midget de Weston      |
| 11   | Black Hawks de Chicago | Canada      | Wayne Davison    | Équipe midget de Georgetown  |
| 12   | Maple Leafs de Toronto | Canada      | Neil Clairmont   | Équipe midget de Parry Sound |

### Troisième tour
Lors de la troisième tour, les Red Wings de Détroit annoncent qu'ils ne souhaitent plus choisir de joueur junior. Une fois encore, seul le choix des Maple Leafs, Jim McKenny, connaît plus tard une carrière professionnelle. Il joue en effet dans la LNH entre 1965 et 1979, passant la quasi-totalité de sa carrière avec Toronto, pour un total de 604 parties jouées dont une dizaine avec les North Stars du Minnesota.
| Rang | Équipe LNH             | Nationalité | Joueur         | Repêché de                     |
| ---- | ---------------------- | ----------- | -------------- | ------------------------------ |
| 13   | Canadiens de Montréal  | Canada      | Roy Pugh       | Équipe junior de Aurora        |
| 14   | Bruins de Boston       | Canada      | Roger Bamburak | Issac Brock                    |
| 15   | Rangers de New York    | Canada      | Mike Cummings  | Équipe midget de Georgetown    |
| 16   | Black Hawks de Chicago | Canada      | Bill Carson    | Équipe midget de Brampton      |
| 17   | Maple Leafs de Toronto | Canada      | Jim McKenny    | Maroons de Toronto Neil McNeil |

### Quatrième tour
Comme pour les joueurs du troisième tour, un seul joueur du quatrième tour du repêchage fait ensuite une carrière professionnelle. Il s'agit de Gerry Meehan, dernier joueur sélectionné du repêchage et vingt-et-unième choix des Maple Leafs de Toronto. Chicago rejoint la position de Détroit en décidant de ne pas sélectionner de joueur lors de ce tour.
Au cours de la saison 1968-1969, Meehan joue pour la première fois dans la LNH où il passera une dizaine de saisons. Après une carrière avec plus de 400 buts inscrits, il entre dans l'organisation des Sabres de Buffalo pour y occuper le poste de directeur général puis de vice-président exécutif entre 1986 et 1994.
| Rang | Équipe LNH             | Nationalité | Joueur           | Repêché de                          |
| ---- | ---------------------- | ----------- | ---------------- | ----------------------------------- |
| 18   | Canadiens de Montréal  | Canada      | Glen Shirton     | Équipe midget de Port Colborne      |
| 19   | Bruins de Boston       | Canada      | Jim Blair        | Équipe midget de Georgetown         |
| 20   | Rangers de New York    | Canada      | Campbell Allison | Équipe junior de Portage la Prairie |
| 21   | Maple Leafs de Toronto | Canada      | Gerry Meehan     | Maroons de Toronto Neil McNeil      |

## Statistiques des joueurs dans la LNH
Cette section présente les statistiques des joueurs repêchés en 1963 et ayant par la suite eu une carrière dans la LNH.
| Choix | Joueur          | Équipes                                      |     | Saison régulière | Saison régulière | Saison régulière | Saison régulière | Saison régulière |    | Séries éliminatoires | Séries éliminatoires | Séries éliminatoires | Séries éliminatoires | Séries éliminatoires | | Première saison | Dernière saison | Honneurs |
| Choix | Joueur          | Équipes                                      | PJ  | B                | A                | Pts              | Pun              | PJ               | B  | A                    | Pts                  | Pun                  |                      |                      | | Première saison | Dernière saison | Honneurs |
| 1     | Garry Monahan   | Mtl. - Dét. - L.A. - Tor. Van.               | 748 | 116              | 169              | 285              | 484              | 22               | 3  | 1                    | 4                    | 13                   | 1967-1968            | 1978-1979            | - |                 |                 |          |
| 2     | Peter Mahovlich | Dét. - Mtl. - Pit.                           | 884 | 288              | 485              | 773              | 916              | 88               | 30 | 42                   | 72                   | 134                  | 1965-1966            | 1980-1981            | Quatre Coupes Stanley (1972, 1973, 1976 et 1977) Deux sélections pour le Match des étoiles (24e et 29e) |                 |                 |          |
| 6     | Walt McKechnie  | Min. - Cal. - Bos. - Dét. Was. - Tor. - Col. | 955 | 214              | 392              | 606              | 469              | 15               | 7  | 5                    | 12                   | 9                    | 1967-1968            | 1982-1983            | - |                 |                 |          |
| 17    | Jim McKenny     | Tor. - Min.                                  | 604 | 82               | 247              | 329              | 294              | 37               | 7  | 9                    | 16                   | 10                   | 1965-1966            | 1978-1979            | Sélectionné pour le 27e Match des étoiles                                                               |                 |                 |          |
| 21    | Gerry Meehan    | Tor. - Phi. - Buf. - Van. Atl. - Was.        | 670 | 180              | 243              | 423              | 111              | 10               | 0  | 1                    | 1                    | 0                    | 1968-1969            | 1978-1979            | - |                 |                 |          |